# Before I Hang
Pour plus de détails, voir Fiche technique et Distribution.
Before I Hang est un film américain réalisé par Nick Grinde, sorti en 1940.

## Fiche technique
- Titre : Before I Hang
- Réalisation : Nick Grinde
- Scénario : Robert Hardy Andrews et Karl Brown
- Direction artistique : Lionel Banks
- Photographie : Benjamin H. Kline
- Montage : Charles Nelson
- Musique : Morris Stoloff
- Société de production : Columbia Pictures
- Pays d'origine : États-Unis
- Format : Noir et blanc - 1,37:1 - Mono
- Genre : science-fiction
- Date de sortie : 1940

## Distribution
- Boris Karloff : Dr John Garth
- Evelyn Keyes : Martha Garth
- Bruce Bennett : Dr Paul Ames
- Edward Van Sloan : Dr Ralph Howard
- Ben Taggart : Warden Thompson
- Pedro de Cordoba : Victor Sondini
- Don Beddoe : Capitaine McGraw
- Frank Richards : Otto Kron, un prisonnier
- Ernie Adams : Sam (non crédité)
- Frederick Burton : Gouverneur Prentiss (non crédité)
- Edward Earle : Dr Nichols (non crédité)
- Charles Trowbridge : Juge Braden (non crédité)
- Edmund Mortimer : Spectateur (non crédité)